# سیل (فیلم ۲۰۰۷)
سیل (انگلیسی: Flood) فیلمی در ژانر است که در سال ۲۰۰۷ منتشر شد.

## داستان
شهر لندن در اثر بارش‌های بیش از حد جوی و تحت تأثیر شدت بارندگی با سیلی عظیم رو به رو می‌شود. این درحالی است که موج سیل به طرف اروپای مرکزی حرکت می‌کند و باعث بالا آمدن سطح آب در سواحل این کشورها می‌شود. نواحی زیادی از اسکاتلند به زیر اب فرومی‌رود و …

## بازیگران
- رابرت کارلایل
- جسلین گیلسیگ
- دیوید سوشی
- جوآن ولی
- تام کورتنی
- تام هاردی
- چچیلیا داتسی